# A Serpente
A Serpente é uma curta-metragem portuguesa de Sandro Aguilar.
Esta curta-metragem venceu o Prémio UIP de Melhor Curta-Metragem Europeia, na edição de 2005 do Festival de Vila do Conde, e o Prémio Tóbis de Melhor Curta-Metragem Portuguesa, na terceira edição do IndieLisboa em 2006.